# Guadalquivir

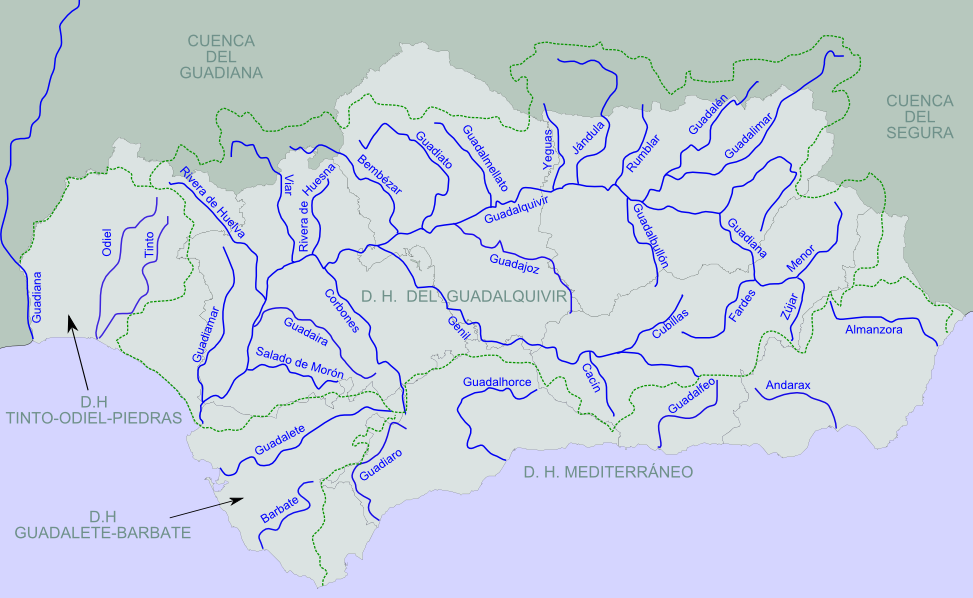
Karte des Guadalquivir und seiner Nebenflüsse

Der Guadalquivir ist mit einer Länge von 657 km der fünftlängste Fluss Spaniens (nach Tajo, Ebro, Duero und Guadiana) und der längste in Andalusien. Der Name stammt aus dem Arabischen al-wād al-kabir oder Wadi al-Kabir, الوادي الكبير, DMG al-Wādī l-kabīr ‚das große Tal‘.
Der Fluss wurde vor den Römern Baetis (spätere Schreibweise Betis) genannt. Er war namensgebend für die römische Provinz Hispania Baetica. Die antike Stadt Tartessos soll an der Mündung des Guadalquivir gelegen haben; sie konnte bis heute nicht lokalisiert werden.

## Verlauf
Der Guadalquivir entspringt bei Cañada de las Fuentes in der Sierra de Cazorla (Provinz Jaén), läuft an den UNESCO-Welterbestätten Córdoba und Sevilla vorbei und mündet bei Sanlúcar de Barrameda in den Golf von Cádiz. Das Schwemmland am Unterlauf des Flusses wird Las Marismas genannt. Der Guadalquivir grenzt auch an den Nationalpark Coto de Doñana.

## Nebenflüsse
Wichtigste Nebenflüsse sind Genil, Guadalbullón und Guadiana Menor.

## Schiffbarkeit
Der Guadalquivir ist der einzige schiffbare Fluss Spaniens. Derzeit ist er bis Sevilla auch für Hochseeschiffe schiffbar. Zu Zeiten der Römer war er bis Córdoba zu befahren.

## Umweltkatastrophe
Im April 1998 kam es zu der bis dahin größten Umweltkatastrophe Spaniens. Bei dem Grubenunglück brach ein Staudamm in der Zink- und Bleimine Los Frailes in der Nähe von Aznalcóllar in der Provinz Sevilla. Durch den Industrieunfall wurden 4 bis 5, vielleicht sogar bis zu 7 Millionen Kubikmeter mit Arsen und Schwermetallen verseuchte Abraumschlämme freigesetzt, von denen auch der Doñana-Nationalpark betroffen war.

## Galerie

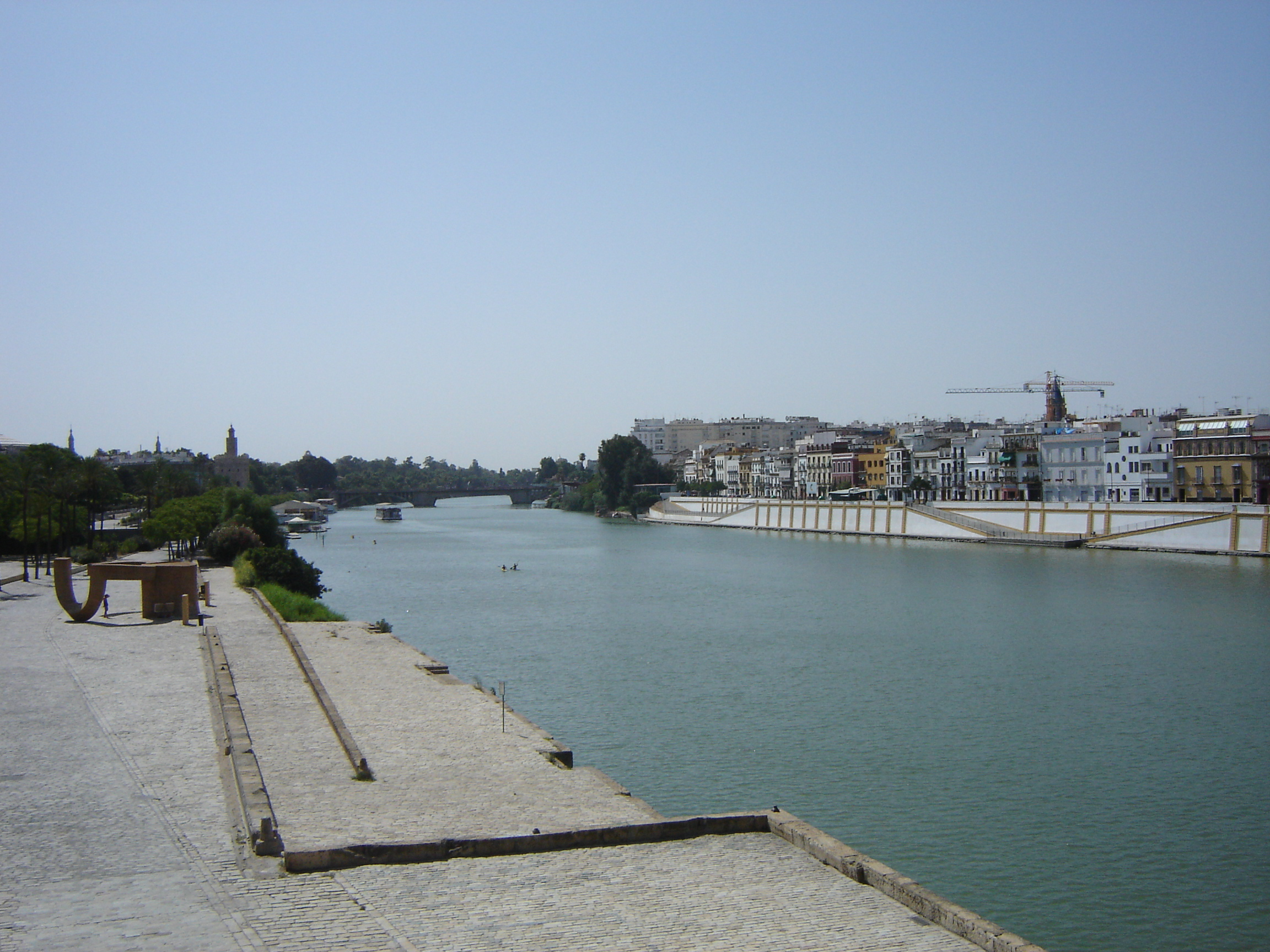
Guadalquivir, Sevilla
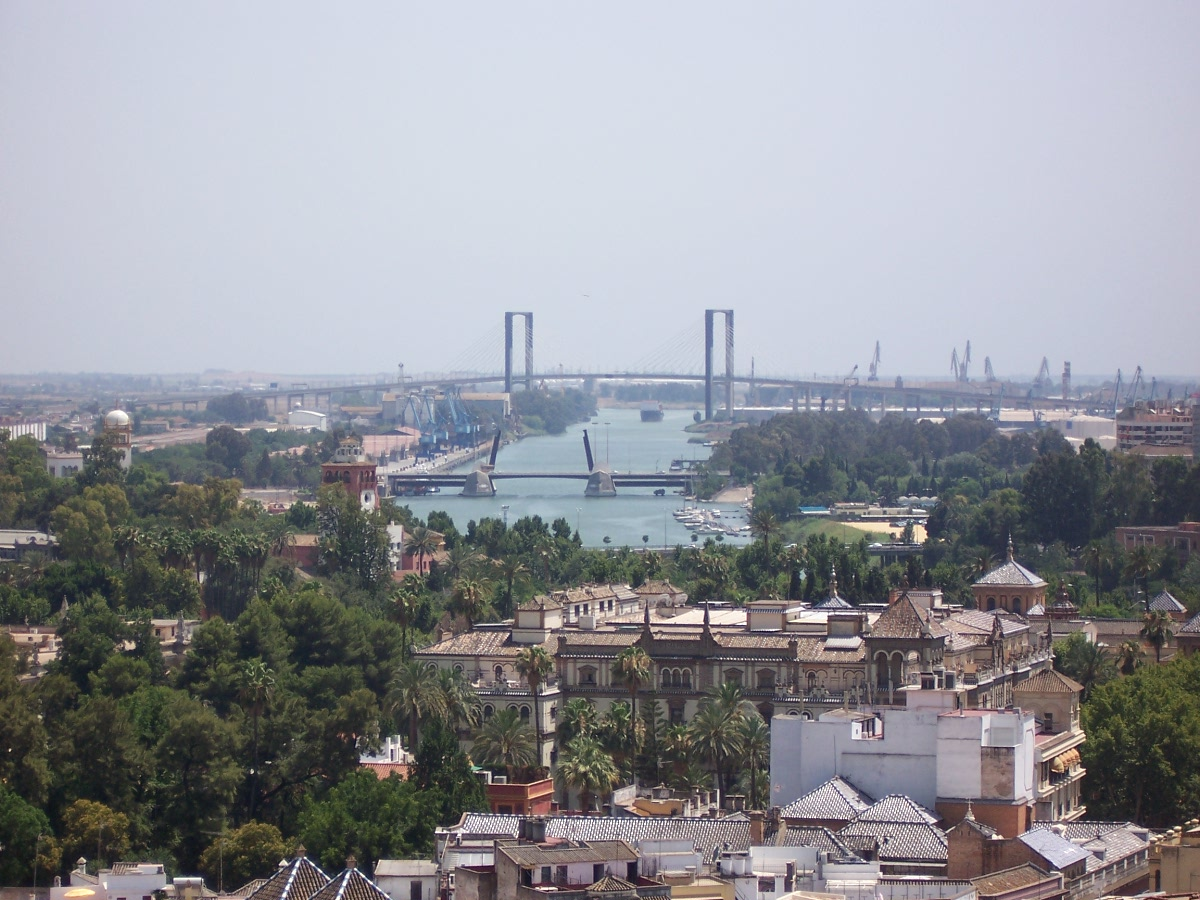
Guadalquivir und die Quinto Centenario-Brücke, Sevilla
Panorama Guadalquivir, Sevilla
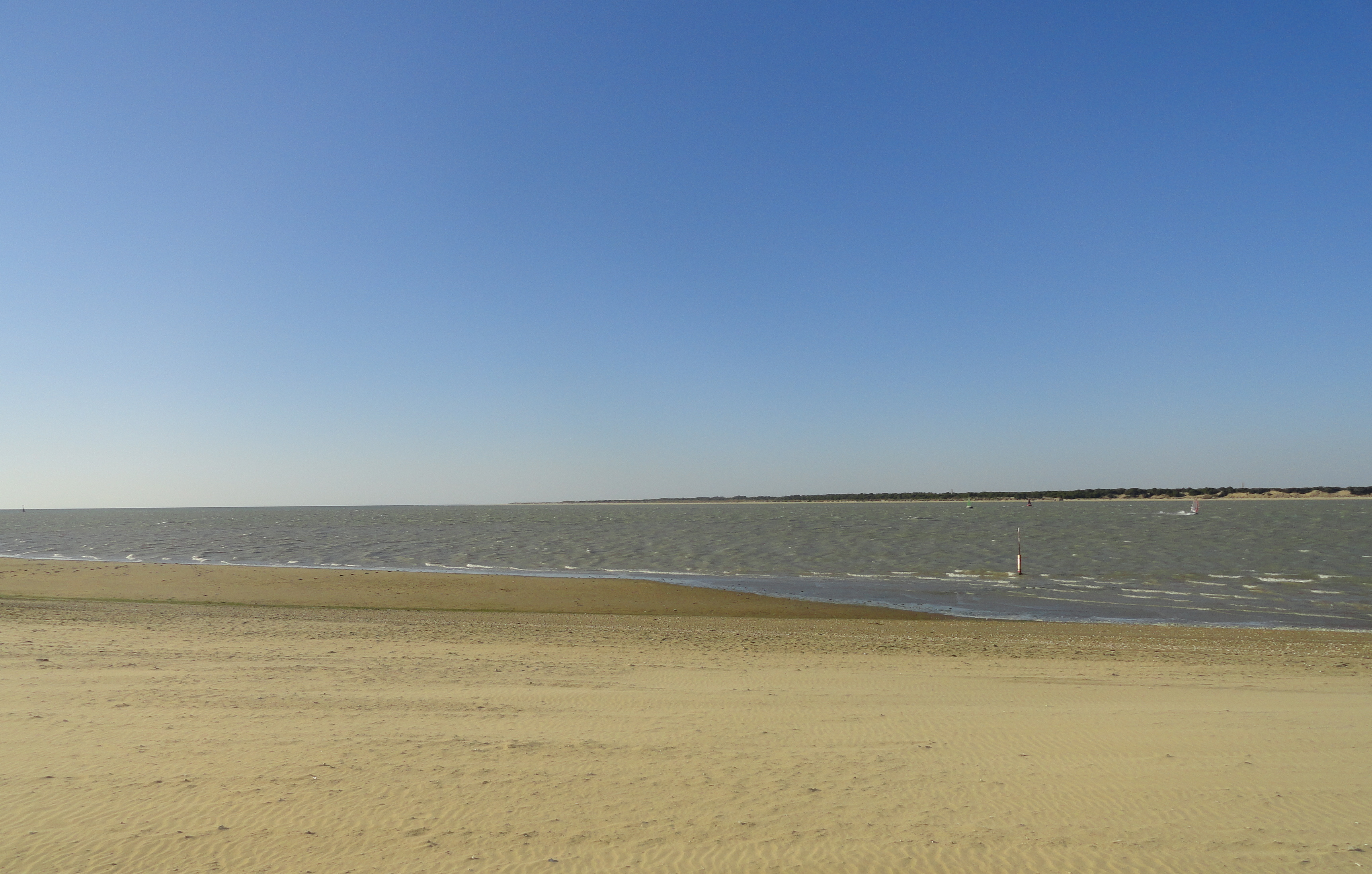
Mündung in den Atlantik bei Sanlúcar de Barrameda